# Arthur A. Penn
Ej att förväxla med Arthur Penn
Arthur A. Penn, född  13 februari 1875 i London, död 6 februari 1941 i New London, var en amerikansk kompositör och arrangör. Flera av Penns kompositioner utgavs av Edison Records.